# Laffite LM1
Pour les articles homonymes, voir LM1.
La Laffite LM1 est une voiture de sport de type Hypercar de route, du constructeur automobile italien Laffite Automobili, destinée à être fabriquée en très petite série (24 exemplaires).

## Historique

### Contexte
En mai 2023, Bruno Laffite, neveu de l'ancien pilote de Formule 1 Jacques Laffite, présente une gamme de trois véhicules d'exception (accompagnés de deux déclinaisons) à l'état de concept-cars : la LM1, l'Atrax et la Barchetta, dont les séries seront produites en quantités très limitées.
Le design des véhicules est réalisé par le cabinet GFG Style, dirigé par Fabrizio et Giorgetto Giugiaro.
Il est prévu que la chaîne de production de ces véhicules, mise en place avec la firme spécialisée en compétition LM Gianetti, délivre les premiers modèles au cours de l'hiver 2024.

### Présentation officielle et mise aux enchères
Une LM1 en version à moteur V8 hybride a été présentée et mise aux enchères lors du One Night For One Drop 2023, événement organisé le 15 novembre à l'occasion du Grand Prix automobile de Las Vegas 2023. Elle a été vendue pour un prix de 2,6 M $,.

## Dénomination
Le nom « LM1 » est choisi pour évoquer les 24 Heures du Mans, course dans laquelle les Hypercars sont autorisées à concourir.

## Caractéristiques techniques

### Motorisation
La Laffite LM1 dispose de deux types de motorisation : Une version complètement électrique de 1 167 chevaux pour un couple de 1 600 N m existe, pouvant réaliser le 0-100 km/h en 1 s 98. Une deuxième version est dévoilée pendant le week-end du Grand Prix de Las Vegas ces deux versions, toute la puissance est envoyée aux roues arrière.

### Carrosserie

#### Type et design
Le véhicule est caractérisé par une ligne aérodynamique, agressive, avec notamment un large aileron arrière et des ailes avant plongeantes.
Son cockpit en goutte d'eau, très réduit, ne mesure que 90 cm, du fait de la règlementation applicable pour les véhicules de course de sa catégorie. Celui-ci descend jusqu'au diffuseur, à l'arrière de l'Hypercar. Au dessus de ce dernier se situent deux montants qui supportent le grand aileron à partie mobile de type DRS, et qui canalisent le flux aérodynamique.
En termes d'éclairage, la LM1 adopte la signature lumineuse de Laffite Automobili. Son capot noir possède une grande prise d'air située en son centre. Enfin, les feux arrière de la voiture sont contenus dans les supports extérieurs de l'aileron. Le design global de l'arrière a été travaillé pour favoriser l'aérodynamisme et pour incorporer des équipements techniques.

#### Détails stylistiques
La grande lame à l'avant est similaire à celle d'une voiture de course et permet d'apporter de l'appui aérodynamique pour la stabilité en courbe à grande vitesse. 
Le modèle présenté à Monaco possède une peinture matte originale ainsi qu'une bande blanche traversant toute la longueur du véhicule par son milieu. 